# Vince Martin
Pour les articles homonymes, voir Martin.
Vince Martin est un chanteur, auteur-compositeur et interprète folk américain né le 17 mars 1937 et mort le 6 juillet 2018 à New York.

## Biographie
Vince Martin, né sous le nom de Vincent Marcellino, fait ses premiers enregistrements avec le groupe The Tarriers en 1957 et accède à la notoriété grâce à un seul titre à succès : Cindy, Oh Cindy. Plus tard, dans les années 1960, il se fait connaître en soliste grâce à son ami Fred Neil, avec qui il enregistre quelques duos. L'album Tear Down The Walls paru en 1964, lui permet de gagner une reconnaissance en tant que duettiste et une influence notable sur la scène naissante de la musique folk, chantant notamment avec John Sebastian ou encore Felix Pappalardi. À la suite de quelques enregistrements en fin de décennie, l'album If the Jasmine Don't Get You ... the Bay Breeze Will paraît en 1969, puis un second, au titre éponyme (Vince Martin, sorti en 1973).
Ami de David Crosby, Cass Elliott, Richie Havens, après quelques passages sur scène en compagnie de Thurston Moore et plus de trente années de carrière, il sort l'album Full Circle en 2003.
Il meurt d'une fibrose pulmonaire dans une maison de retraite à Sheepshead Bay, quartier de New York.